# Kaisa Korhonen
Kaisa Korhonen, född 20 juli 1941 i Sotkamo, död 25 april 2024 i Helsingfors, var en finländsk teaterregissör, skådespelare och dramatiker.

## Biografi
Kaisa Korhonen debuterade som regissör 1965 på Ylioppilasteatteri (Studentteatern) i Helsingfors. 1969 var hon med och grundade KOM-teatteri som en ensemble inom Svenska Teatern i Helsingfors. Hon var gruppens konstnärliga ledare till 1971 och stannade där som regissör och skådespelare efter att KOM-teatteri blivit en finskspråkig fri teatergrupp samma år. KOM-teatteri var även aktiv i den politiska sångrörelsen och Korhonen medverkade på flera skivinspelningar. Senare var hon verksam som regissör vid bland annat Lilla Teatern i Helsingfors och Helsingfors stadsteater. 1981–1984 var hon Lilla Teaterns chef. 1984–1989 var hon professor vid skådespelar- och regiutbildningen vid Tammerfors universitet, 1984–1989 var hon konstnärlig ledare för Musta Rakkaus-ensemblen vid Tammerfors arbetarteater och 1995–2000 professor i teaterregi vid Konstuniversitetets Teaterhögskola i Helsingfors. Till hennes mest betydande iscensättningar räknas Eugene O'Neills Lång dags färd mot natt 1978 och Hella Wuolijokis Kvinnorna på Niskavuori 1980 på Svenska teatern, Hagar Olssons Snöbollskriget 1981 och Anton Tjechovs Körsbärsträdgården 1983 på Lilla teatern. Flera av hennes uppsättningar har gästspelat i Sverige, däribland Snöbollskriget på Folkteatern i Göteborg 1981. I Sverige har hon bland annat regisserat Måsen av Anton Tjechov på Uppsala stadsteater 1996 med bland andra Ewa Fröling. 1974 tilldelades hon Eino Leino-priset och 1990 Pro Finlandia-medaljen. Kaisa Korhonen var gift med tonsättaren Kaj Chydenius, men skiljde sig 1988.